# 生命之树网络项目
生命之樹網络项目（ 或 ToL）是一个互联网项目，提供有关地球生物多样性和種系發生的信息。
这个协作同行评审项目始于1995年，由世界各地的生物学家撰写。该网站2011年以后再未更新，但页面仍可访问。
这些页面是以生物演化树分支的形式层级链接，并以支序學进行构建。每个页面都包含一个生物演化支的信息，包括其所属類群，并以树形图显示其分支類群，从而显示不同生物類群之间的亲缘、演化关系。
2009年，该项目遇到来自亚利桑那大学的资金问题。页面提交需要更长的时间才能响应，因为一些志愿者正在进行审查，然而在2011年左右，所有活动都停止了。

## 历史
这个项目的想法始于1980年代后期。David Maddison在博士研究期间正在研究 MacClade程序。这是一个可以深入了解物种系統發生樹的应用程序。他想通过一个功能扩展这个程序，让用户浏览演化樹时能缩放到较低或较高的分支。 
研究者们提出了将应用程序导出到万维网的想法，并于1995年实现。从1996年到2011年，来自全球的300多位生物学家将分類群页面添加到网站中。 

## 质量
为确保项目的质量采用了同行评审，页面会被发送给专门研究特定学科的两到三个研究者审查。可以访问作者的个人页面，如果无法访问，则会标于脚注中。其中包含35,960个物种的树形结构数据可以csv格式下载。

## 协作项目
2007年5月9日，网络生命大百科（EOL）由于与此项目内容高度重叠。为了避免重复劳动，ToL和EOL已同意密切协调、共享内容和软件工具。EOL的以物种的页面为重点，ToL更关注对演化树的内容。